# アンバスケイド (駆逐艦・2代)
アンバスケイド（HMS Ambuscade）は、イギリス海軍の駆逐艦。同型艦はない。その名を持つ艦としては7隻目。

## 来歴
第一次世界大戦終結後のイギリス海軍は、大戦中に膨れ上がった駆逐艦戦力を整理するため、老朽艦の退役処分を進めるとともに、戦時計画で建造に着手していた未成艦50隻の建造を継続していたことから、しばらくの間、駆逐艦の建造は行われなかった。
その後、1924-5年度で、第一次世界大戦の戦訓や新しい技術を盛り込んだ新型駆逐艦のプロトタイプの建造が計画され、デニー社など5社の設計を比較検討した結果、ソーニクロフト社とヤーロウ社に1隻ずつが発注された。このうち、ヤーロウ社が建造したのが本艦である。なおソーニクロフト社が建造したのが「アマゾン」であった。

## 設計
設計面では、ソーニクロフト改W級をベースとして改正を加えたものとなっている。兵装などの艦上配置は「アマゾン」と同様であるが、同艦より若干小型である。艦橋はかなり大型であり、用兵側からは、軽巡洋艦に相当するほどの過剰な広さであると指摘されていた。また艦型も、夜戦には不適切なほどの大きさとして不評であった。暴露艦橋の前面には鋼製のブルワークが付されており、測距儀と、新開発の射撃方位盤が装備された。操舵スタンドは廃止してコンパスのみとなり、上部指揮所としての機能が付与された。
艦橋構造物内部の区画配分はソーニクロフト改W級のものが踏襲されているが、病室や先任下士官室が追加された。また船首楼甲板下区画には作戦室と電信室が設置されたが、これらは抗堪性を考慮して、舷側から離れた船体中央部に配された。前部缶室前の2甲板上中央には、ジャイロ室を新設した。
本艦は、「アマゾン」よりも機関出力は低く、計画速力も35ノットとされていた。しかし本艦では、圧力290 lbf/in2 (20 kgf/cm2)、温度111.1℃と、より高圧・高温の蒸気を採用したこともあり、海上公試では37.16ノットを記録している。ボイラーは4胴型ヤーロー式水管ボイラーを3基搭載したが、このうち1基は港内航行などに用いるための小型缶であった。燃費を「アマゾン」と比べると、25ノットまでは同艦のほうが優れ、それ以上では本艦のほうが優れていた。

## 装備
兵装面ではおおむねソーニクロフト改W級が踏襲されており、主砲も同じ45口径12.0cm砲（Mk.I 4.7インチ砲）4門であるが、上記の通り、本級では遠距離射撃を考慮した新型方位盤が搭載された。また対空兵器は、3インチ砲1門にかえて39口径40mm機銃（QF 2ポンド・ポンポン砲）2門が搭載された。
水雷兵器としては53.3cm3連装魚雷発射管2基が搭載された。
第二次世界大戦中には魚雷発射管3門を降ろすかわりに7.62cm高角砲を増備した。また1943年から1944年にかけては護衛駆逐艦としての任務にあたり、残りの魚雷発射管を撤去し、更にバラスト65トンを搭載するかわりにスキッド対潜迫撃砲を装備した。最終的な装備は、4.7インチ砲2門、7.62cm高角砲1門、20mm機銃2門、魚雷発射管3門、爆雷70発であった。

## 艦歴
本艦は、1926年1月15日にヤーロウ・シップビルダーズで進水し、1927年5月15日竣工した。第二次世界大戦に従軍し、1946年にトゥルーンで解体された。